# Rondeau (casa automobilistica)
La Rondeau (nota anche come Automobiles Jean Rondeau) era casa automobilistica francese fondata dal pilota Jean Rondeau nel 1976, quando egli era ancora in piena attività agonistica, e specializzata nella costruzione di automobili da competizione per le gare di durata.
Fondamentalmente un'azienda artigianale, realizzò le Inaltera LM e LM77, denominate così in base ad un accordo di sponsorizzazione con la multinazionale Inaltera, azienda specializzata in carta da parati e decorazioni. Quando il contratto fu sciolto alla fine del 1977 e le tre vetture costruite e tutti i ricambi vennero venduti allo svizzero Heini Mader, Jean Rondeau tenne per sé i progetti della vettura, il che gli permise di realizzare una nuova automobile da corsa a cui diede il proprio nome. Passò alla storia dell'automobilismo perché finora il suo proprietario è stato l'unico pilota a vincere la 24 Ore di Le Mans con una vettura di propria fabbricazione.

## Il pilota-costruttore
Sempre molto ambizioso, Rondeau decise di dare una svolta alla sua carriera di pilota, che gli aveva già dato le sue soddisfazioni, e decise di diventare un pilota-costruttore: era l'anno 1976, a due anni di distanza dal ritiro della Matra da Le Mans e dal Mondiale Marche dopo 3 vittorie consecutive e 10 anni di ininterrotta partecipazione. Senza una squadra francese in gara, alla 24 Ore di Le Mans del 1975, ci fu un dominio dalle squadre inglesi e tedesche, nonostante la presenza di Ligier con il suo 2º posto nella classifica generale. In verità la Ligier non fu mai un reale un ostacolo per le Mirage e le Lola in quella edizione e solo i problemi meccanici che interessarono le T292 e T294 della marca fondato da Eric Broadley (curiosamente iscritte da un team francese) le permisero il suo miglior risultato di sempre a Le Mans.

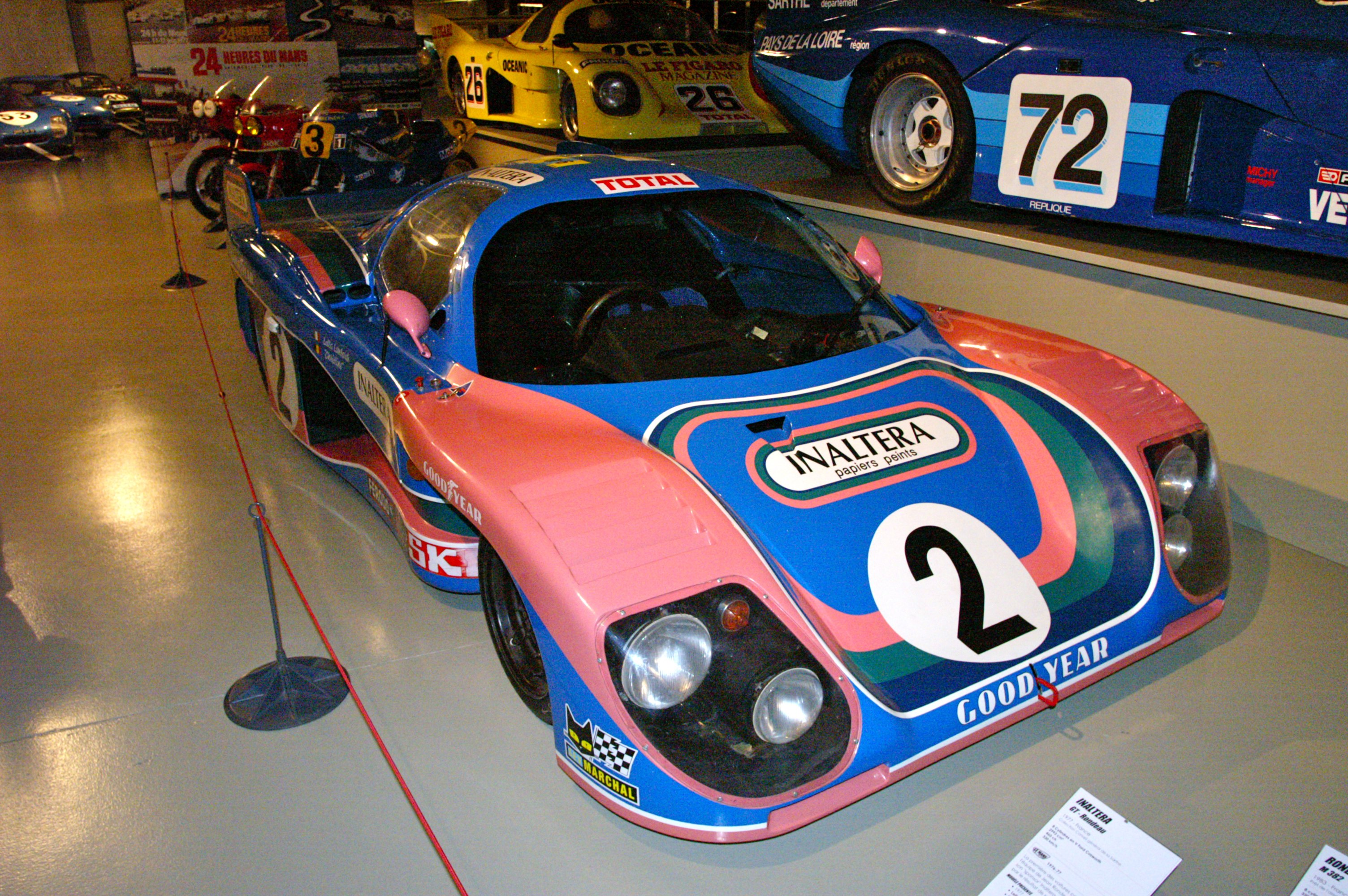
L'Inaltera LM al Musée de l'Automobile di Le Mans

Ma dal desiderio di tornare a una forte e credibile presenza francese a Le Mans nacquero due progetti: uno patrocinato dall'ex-progettista Peugeot Gerard Welter e l'altro su iniziativa di Jean Rondeau. Entrambi i progetti, che miravano a formare una "Equipe de France", partivano dall'idea di utilizzare il motore PRV (Peugeot, Renault e Volvo) V6 2,7 litri ed i prototipi furono costruiti secondo le regole del Gruppo 6 - GTP, le cosiddette Gran Turismo Prototipo. Rondeau, che aveva bene in mente la potenza del Ford Cosworth DFV (all'epoca ampiamente utilizzato in Formula 1) portati in pista dalle inglesi Mirage, scelse di costruire una GTP competitiva ma poco "patriottica", scommettendo sul motore da corsa a discapito del propulsore francese derivato dalla serie. Questa scelta gli valse la mancanza di sostegno da parte delle grandi aziende francesi, che appoggiarono invece il progetto di Gerard Welter.
A questo punto Rondeau giocò una carta a sorpresa e firmò un contratto con la multinazionale della carta Inaltera: tale accordo comprendeva, in cambio della sponsorizzazione, l'attribuzione del nome del prototipo in fase di costruzione. Con questa mossa, Rondeau era sulla bocca di tutti e fece tanto scalpore che alla 24 Ore di Le Mans del 1976 la TF1, la principale emittente televisiva francese, diede ordini specifici ai suoi commentatori di non pronunciare il nome dello sponsor di Rondeau e nemmeno il nome ufficiale del prototipo, che il costruttore aveva battezzato Inaltera LM, questo perché tale operazione sembrava fatta apposta per aggirare la legge francese sulle sponsorizzazioni occulte, sebbene tale pratica fosse la norma nelle competizioni d'oltreoceano come la 500 miglia di Indianapolis. Le due vetture che vennero iscritte alla gara furono completate in soli 5 mesi da Rondeau, un gruppo di suoi amici di lunga data e dai dipendenti del "Bureau de Design Ovale", l'azienda che aveva progettato l'aerodinamica della Inaltera LM e furono letteralmente costruite nel cortile della sua casa, a pochi passi dal Circuit de la Sarthe.

## Risultati sportivi

### Il 1976
Rondeau poté così ingaggiare il tre volte vincitore a Le Mans Henri Pescarolo e Jean-Pierre Beltoise come equipaggio per una delle sue vetture, mentre l'altra fu condotta dallo stesso Rondeau, da Jean-Pierre Jaussaud e dalla belga Christine Beckers e una terza vettura era presente ai box come riserva; tuttavia, un'altra squadra sottrasse tutte le attenzioni dei media ai progetti artigianali di Rondeau e Welter: era la Renault Sport, che aveva unito le sue forze a quelle dell'Alpine e della Gordini per poter puntare, oltre che alla 24 Ore, anche al Mondiale Marche. Durante le prove l'Inaltera LM si piazzò in testa allo sparuto gruppo di GTP (le due Inaltera, la WM, una Lola e una Lancia Stratos), ma la Renault Alpine A442 ottenne la pole position. Durante la gara le GTP furono più lente delle barchette del Gruppo 6 e le vetture di Rondeau su classificarono all'8º (con Pescarolo/Beltoise) e al 21º posto nella classifica generale, conquistando il 1º e il 3º posto nella loro classe. Un'altra vittoria di classe per Rondeau e una vittoria al debutto per la Inaltera.

### Il 1977
Per la 24 Ore di Le Mans 1977 Jean Rondeau iscrisse 3 Inaltera LM77 nella classe GTP per gli equipaggi Jean-Pierre Beltoise/Al Holbert, Lella Lombardi/Christine Beckers e Jean Rondeau/Jean Ragnotti. I suoi piloti di punta del 1976 erano stati assoldati da Porsche e Renault per competere per la vittoria assoluta nella lotta tra la Porsche 936 e la Renault Alpine A442. Durante la gara, l'Inaltera di Beltoise/Holbert arrivò a occupare il 3º posto assoluto, davanti a una delle Porsche ufficiali, ma un problema durante un rifornimento causato un allagamento dell'abitacolo del prototipo, il successivo incendio con Beltoise ancora dentro la vettura e la mezz'ora di riparazioni la attardarono e le fecero completare la gara al 13º posto assoluto, due posizioni dietro alla macchina tutta "femminile" di Lella e Christine, che terminò in 11ª posizione. La terza Inaltera, nelle fasi finali detenne il terzo posto, ma Ragnotti non riuscì a difendersi dall'attacco della Porsche 935 privata della squadra francese JMS Racing/ASA Cachia, con Claude Ballot-Léna e Peter Gregg al volante, che gli soffiò il podio. Jean Rondeau ottenne quindi il quarto posto e si riconfermò vincitore della classe GTP.
Nell'agosto di quell'anno la Rondeau mise in cantiere un progetto per una vettura sport a sei ruote, la M579, spinta da una versione sovralimentata del motore Ford Cosworth DFV denominata DFX (che aveva già dimostrato il suo valore nelle gare americane per monoposto dell'American Championship car racing in versione da 2,65 litri), ma con cilindrata ridotta a 2.142 cm³ per rientrare nella "classe 3 litri" per via del fattore di equivalenza. I vantaggi dell'uso di sei ruote, secondo il costruttore, sarebbero stati una migliore aerodinamica e una maggiore superficie di contatto sull'asfalto, pertanto una maggiore agilità e frenata migliore sul bagnato, con minori problemi in caso di foratura. Ispirata alla Tyrrell P34 di Formula 1, avrebbe dovuto partecipare alla 24 Ore di Le Mans del 1979, ma la FIA aveva già deciso l'anno precedente di mettere fuori legge le auto da corsa con più di 4 ruote a partire dalla stagione 1979: il progetto fu abortito e in seguito si parlò della vettura, di cui era stato realizzato il modello in scala per i test in galleria del vento, come di una mossa mediatica di Jean Rondeau per attirare nuovi sponsor.

### Il 1978
Nonostante i risultati fossero stati molto positivi, tenuto anche conto del fatto che la squadra fosse amatoriale e partecipasse con un prototipo artigianale se confrontato con quello della Renault-Alpine, della Porsche o anche della Mirage, l'azienda che sponsorizzava l'avventura di Jean Rondeau decise nel 1978 di non continuare a sostenere il piccolo produttore: la scuderia fu chiusa e le tre vetture, complete di motori e ricambi, furono vendute al preparatore svizzero Heini Mader. A fronte di una riduzione di bilancio di circa l'80% rispetto a quello dei due anni precedenti, Rondeau che per sua natura non rinunciava di fronte alle avversità e che aveva tenuto per se i progetti, si schierò nel 1978 con una evoluzione dell'Inaltera LM77, che venne chiamata Rondeau M378, ancora nella classe GTP, ma stavolta con solo un prototipo in luogo dei due o tre degli anni precedenti. Nel frattempo Mader aveva tenuto per se solo i motori e aveva rivenduto le auto, una delle quali fu iscritta alla gara dall'André Chevalley Racing, del pilota svizzero Andre Chevalley.
Le qualifiche della 24 Ore di quell'anno non andarono bene e Rondeau, che quell'anno aveva come compagni di squadra Bernard Darniche e Jacky Haran, non fece meglio del 40º tempo, mentre l'Inaltera LM venduta alla squadra svizzera fu in grado di cogliere il 19º tempo in un parco partenti di 55 concorrenti.
In gara, però, la Rondeau continuò a mostrare la competitività di sempre a alla fine vinse ancora una volta la classe GTP e raggiunse l'8º posto assolunto nella classifica finale della gara, vinta dalla Renault Alpine A442B pilotata da Jean Pierre Jaussaud (ex-compagno di squadra di Rondeau) e Didier Pironi.

### Il 1979
Nel 1979, grazie alla sua insistenza e alla capacità di convincere tutti a condividere il suo sogno, Rondeau poté iscrivere nuovamente 3 vetture, le Rondeau M379 (evoluzione della M378), ottenendo per ognuna di loro uno sponsor differente e riuscendo, in seguito al ritiro della Renault (dedicatasi quell'anno esclusivamente alla Formula 1), a convincere di nuovo Henri Pescarolo e Jean-Pierre Beltoise a tornare a correre per la sua squadra. Così, con il sostegno di VSD e Canon, la Rondeau n°5 fu pilotata dalla coppia Jean Ragnotti/Bernard Darniche, la n°4, dipinta con i colori della ITT e della Oceanic, fu condivisa da Henri Pescarolo e Jean-Pierre Beltoise e, infine, Jacky Aran fece coppia con lo stesso Jean Rondeau sulla n°55 con il patrocinio di Merlin Plage: per la prima volta Rondeau ha decise di collocare due dei suoi prototipi nella classe principale, il Gruppo 6 (classe "Sport oltre 2 litri") (la n°4 e n°5), mentre la n°55 fu iscritta alla classe GTP (classe "fino a 3 litri").
In qualifica, Pescarolo/Beltoise ottennero il 9º tempo e Ragnotti/Darniche il 6º tempo. Tuttavia, per la prima volta, un prototipo costruito da Rondeau non riuscì a finire la gara, dominata quell'anno dalle vetture silhouette del Gruppo 5, con la vittoria nella Porsche 935 Kremer Racing affidata al tedesco Klaus Ludwig e gli americani Don e Bill Whittington. Le altre due Rondeau terminarono la gara al 5º e al 10º posto (Ragnotti/Darniche e Pescarolo/Beltoise rispettivamente). Infine è da notare che la Rondeau di Ragnotti/Darniche vinse il Gruppo 6 (classe "Sport oltre 2 litri").

### Il 1980

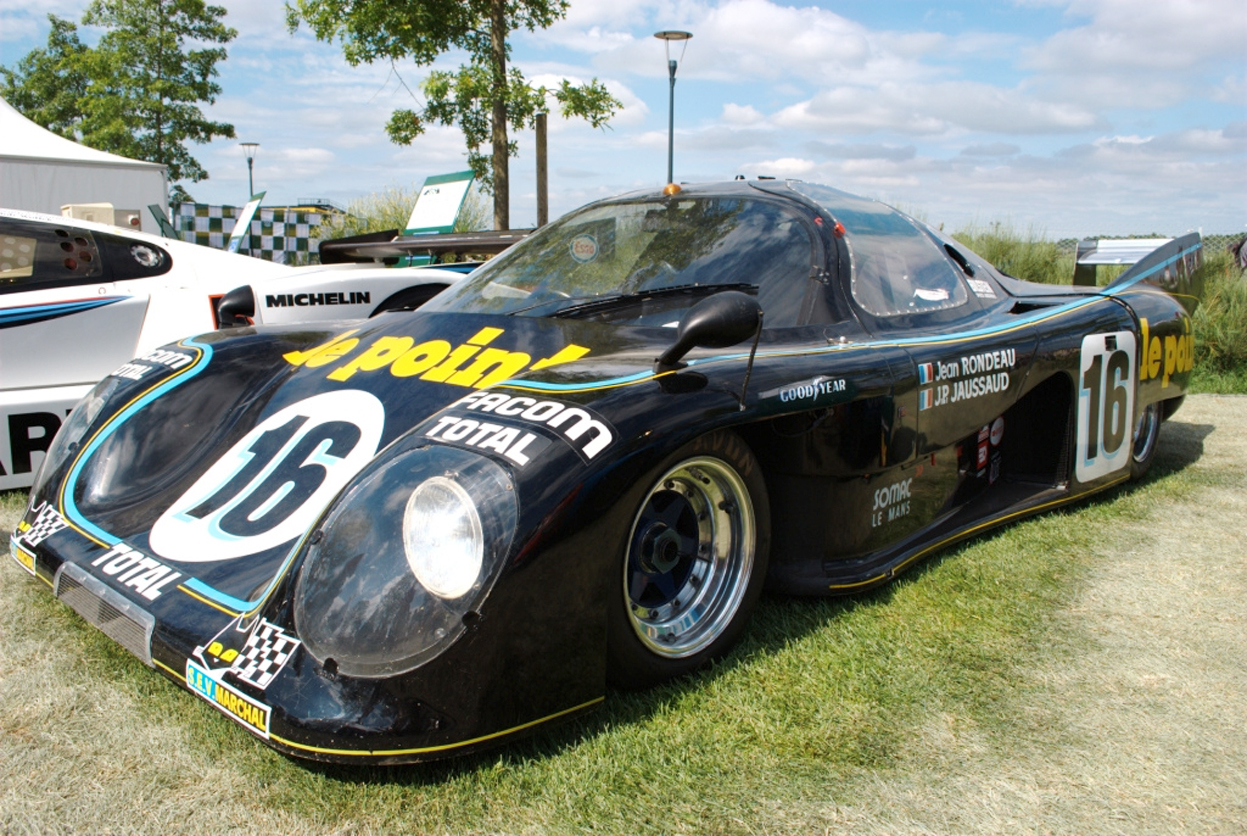
La Rondeau M379B di Jean Rondeau e Jean-Pierre Jaussaud

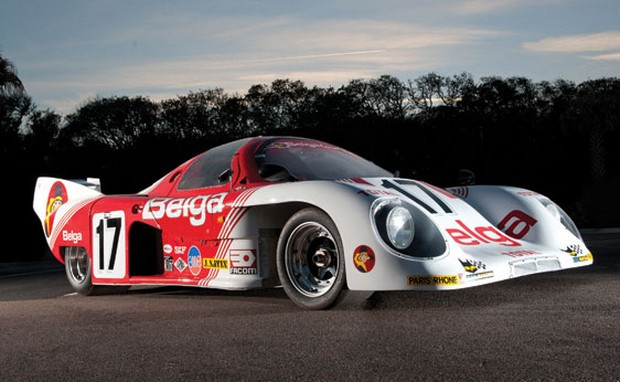
La Rondeau M379B di Gordon Spice e dei fratelli Martin, vincitrice della Classe GTP

Quell'anno a Le Mans Jean Rondeau e il suo copilota Jean-Pierre Jaussaud dovettero fronteggiare con la loro M379B e le altre due vetture gemelle (per gli equipaggi Pescarolo/Ragnotti e Spice/P. Martin/J.M. Martin) i numerosi team privati clienti della Porsche, tra cui il più accreditato era il Joest Racing con una barchetta di Gruppo 6 pilotata dallo stesso Reinhold Joest e da Jacky Ickx, seguiti dalle 935 del Gruppo 5.
La partenza fu tra le più bagnate della storia di Le Mans. Ickx rimase indietro con la sua roadster fin quando la visibilità non migliorò e, nel frattempo, le coupé Porsche 935, BMW M1 e Rondeau si portarono in testa.
A sera una Rondeau conduceva la gara, ma Ickx si mise all'inseguimento e alle 3:00 di domenica era davanti e iniziava a distanziare la vettura francese. Dopo numerosi cambi di posizione dovuti ai rifornimenti e alle manutenzioni programmate, attorno alle 7:00 la barchetta Porsche aveva costruito un solido vantaggio.
Ma la Scuderia Joest aveva sottostimato la Rondeau, non si aspettava che il motore Cosworth fosse così affidabile. Di conseguenza Joest e Ickx corsero di conserva e alle 10:00, quando la loro vettura ebbe un problema al cambio, non avevano costruito un vantaggio sufficiente e la Rondeau di Jean Rondeau e Jean-Pierre Jaussaud prese il comando e un vantaggio di tre giri, costringendo il Joest Racing a un nuovo inseguimento.
Quando Jaussaud diede il cambio a Rondeau, con un'ora e mezza ancora da correre, la Rondeau aveva ancora due giri di vantaggio, ma la Porsche andava più veloce. A 35 minuti dalla fine ricominciò a piovere. Ickx si fermò ai box per montare le gomme da pioggia, mentre Jaussaud mantenne le slick, facendo la scelta giusta e rimanendo in testa. Ma ci fu una sorpresa finale: con l'infittirsi della pioggia, all'ultimo giro Jaussaud perse il controllo dell'auto, ma per sua fortuna la Rondeau non urtò niente.
Per la prima volta un pilota vinceva Le Mans con una vettura da lui stesso costruita. A completare il successo della piccola casa francese vi fu il terzo gradino del podio ottenuto dalla vettura dei suoi compagni di squadra Gordon Spice, Philippe Martin e Jean-Michel Martin, vincitori della Classe GTP.

### Il 1981

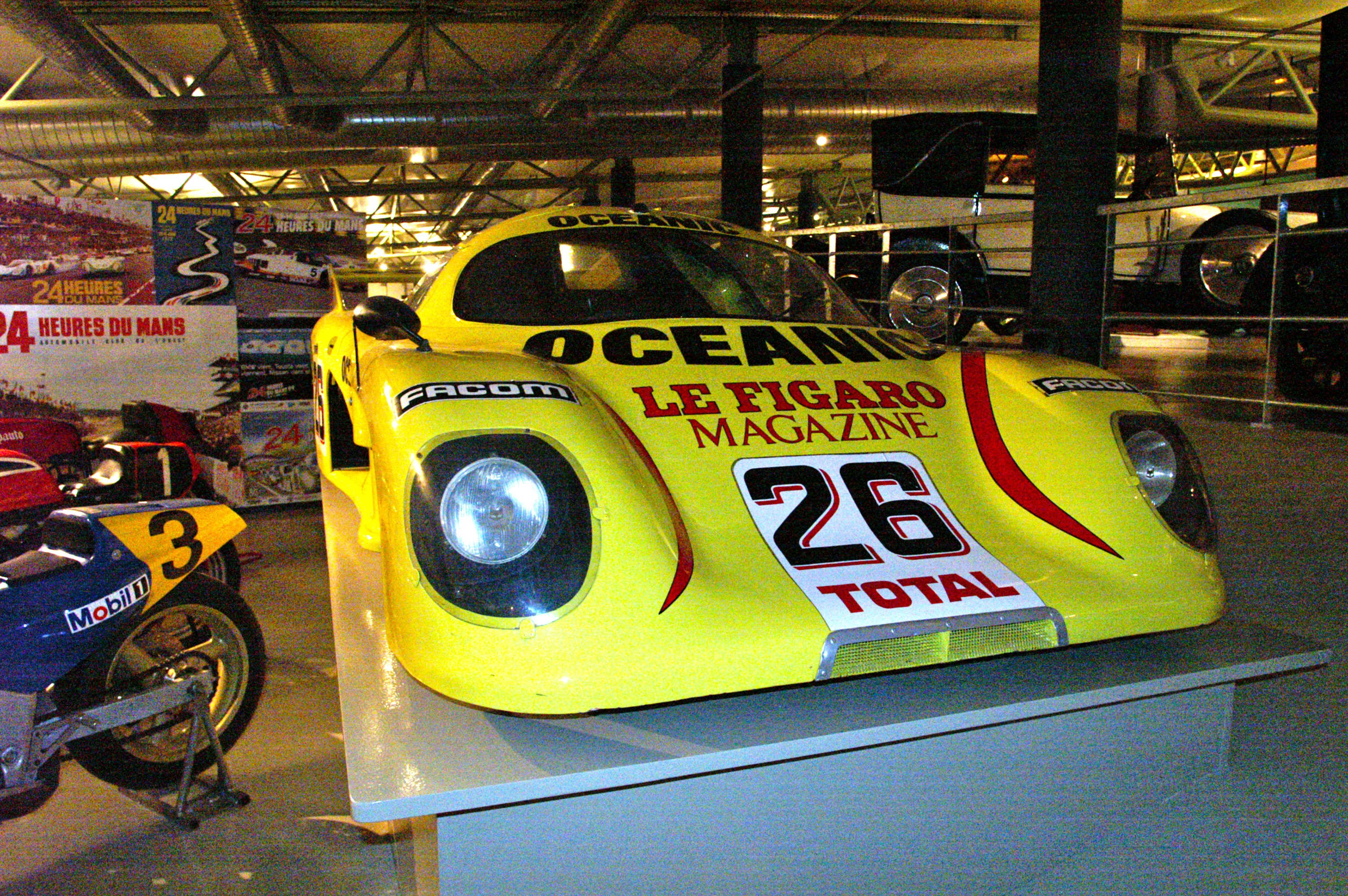
La Rondeau M379 C di Henri Pescarolo e Patrick Tambay, al Musée de l'Automobile di Le Mans

Alla 24 Ore di Le Mans 1981 Rondeau si presentò con la M379 in versione C, spinta sempre dal motore V8 Cosworth DFV 3 litri con funzioni portanti, che sviluppava 460 CV e spingeva gli 810 kg di massa della vettura a 325 km/h. Con i due esemplari di questa automobile iscritti nella categoria GTP la squadra fece suoi il 2º posto con Jacky Haran, Jean-Louis Schlesser e Philippe Streiff e il 3º posto con Gordon Spice e François Migault, mentre la vettura di Jean Ragnotti/Jean-Louis Lafosse, iscritta tra le "Sport oltre 2 litri", ebbe un incidente fatale sul rettilineo dell'Hunaudières mentre Lafosse era al volante, le cui cause non furono mai del tutto chiarite.
Oltre a queste tre vetture la squadra iscrisse altre due M379C, spinte però dal Cosworth DFL 3,3 litri (quell'anno era stato rimosso il limite di cilindrata di 3 litri per le Gruppo 6) e iscritte anch'esse tra le "Sport oltre 2 litri": una per lo stesso Jean e Jean-Pierre Jaussaud, che si ritirarono dopo 58 giri per la rottura del telaio e l'altra per Henri Pescarolo e Patrick Tambay fermati dalla rottura della pompa della benzina al 41º giro.
La gara fu vinta con 14 giri di vantaggio dalla Porsche 936 di Jacky Ickx e Derek Bell, ma la buona prestazione delle Rondeau arrivate sul podio fu offuscata dal dramma di Lafosse.

### Il 1982

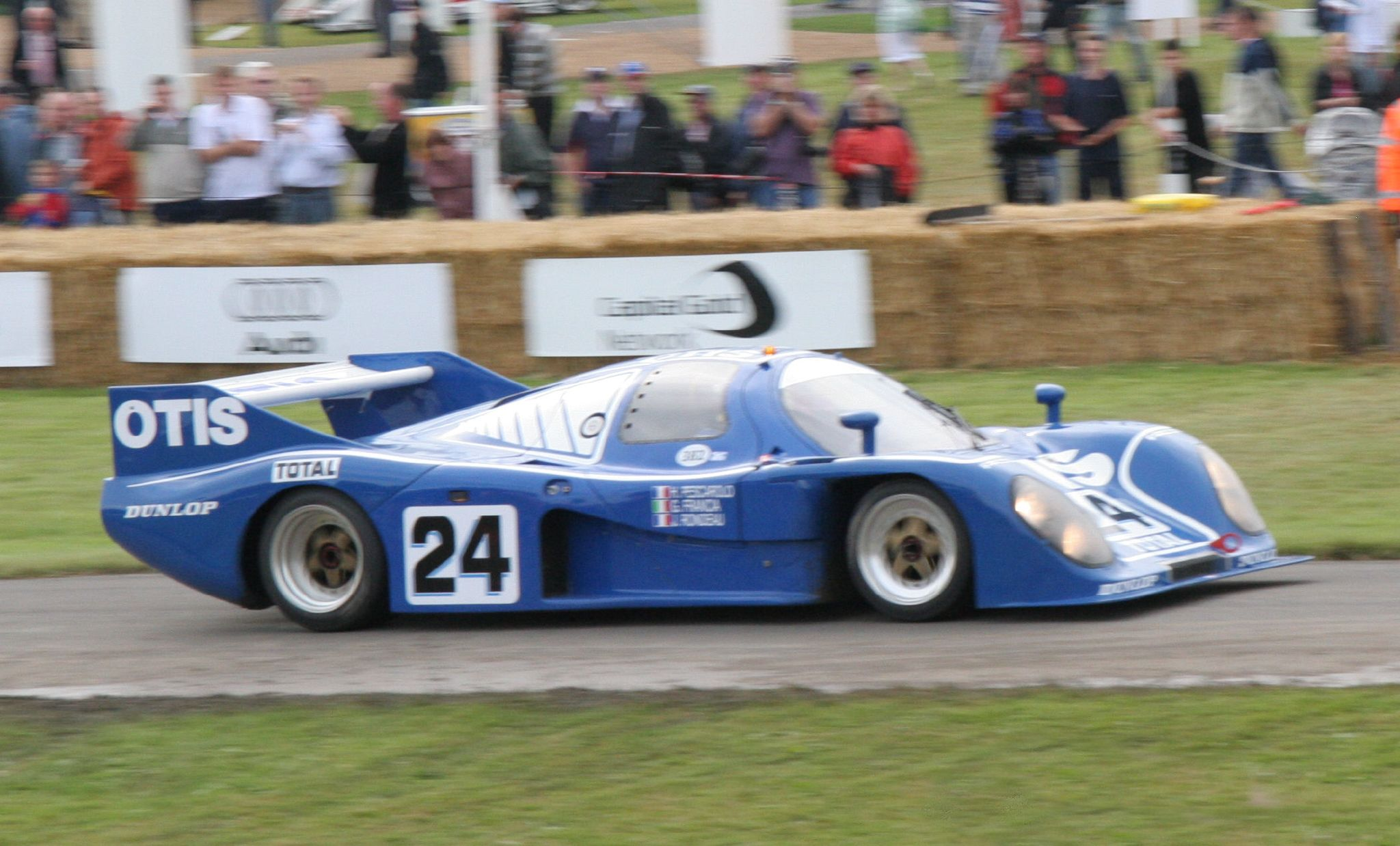
La Rondeau M382 in gara nel 1982

Il 1982, anno dell'introduzione delle Gruppo B e Gruppo C nelle gare di durata, vide la squadra francese porsi l'obbiettivo di conquistare Le Mans e l'intero Campionato mondiale Endurance, approntando la M382 spinta da un motore Ford Cosworth DFL da 3,9 litri e progettata in osservanza dei nuovi regolamenti di Gruppo C. Le rivali più accreditate furono la Porsche 956 e la Ford C100, anch'esse debuttanti nella nuova categoria. Henri Pescarolo vinse la 1000 km di Monza con Giorgio Francia, si classificò 5º alla 6 Ore di Silverstone in coppia con Gordon Spice, arrivò 2º alla 1000 km del Nürburgring con Rolf Stommelen. La 24 Ore andò alla squadra ufficiale Porsche che ottenne una tripletta con le già affidabilissime 956, mentre le tre Rondeau ufficiali si ritirarono per problemi al motore e i team "Primagaz" e "Christian Bussi" ottennero solo il 10º e il 15º posto, rispettivamente. All'ultima gara valevole per il mondiale costruttori, la 1000 km di Spa, François Migault e Gordon Spice arrivarono solo quinti, dietro a tre Porsche e una Lancia LC1: a fine anno Rondeau sembrava aver vinto il mondiale Costruttori, ma a conti fatti i 15 punti conquistati da una Porsche 930 (versione da competizione della Porsche 911 Turbo) privata iscritta nel Gruppo B dal "Müllerbräu Team" alla 1000 km del Nürburgring, quando la squadra ufficiale era assente privarono del titolo il pilota-costruttore.

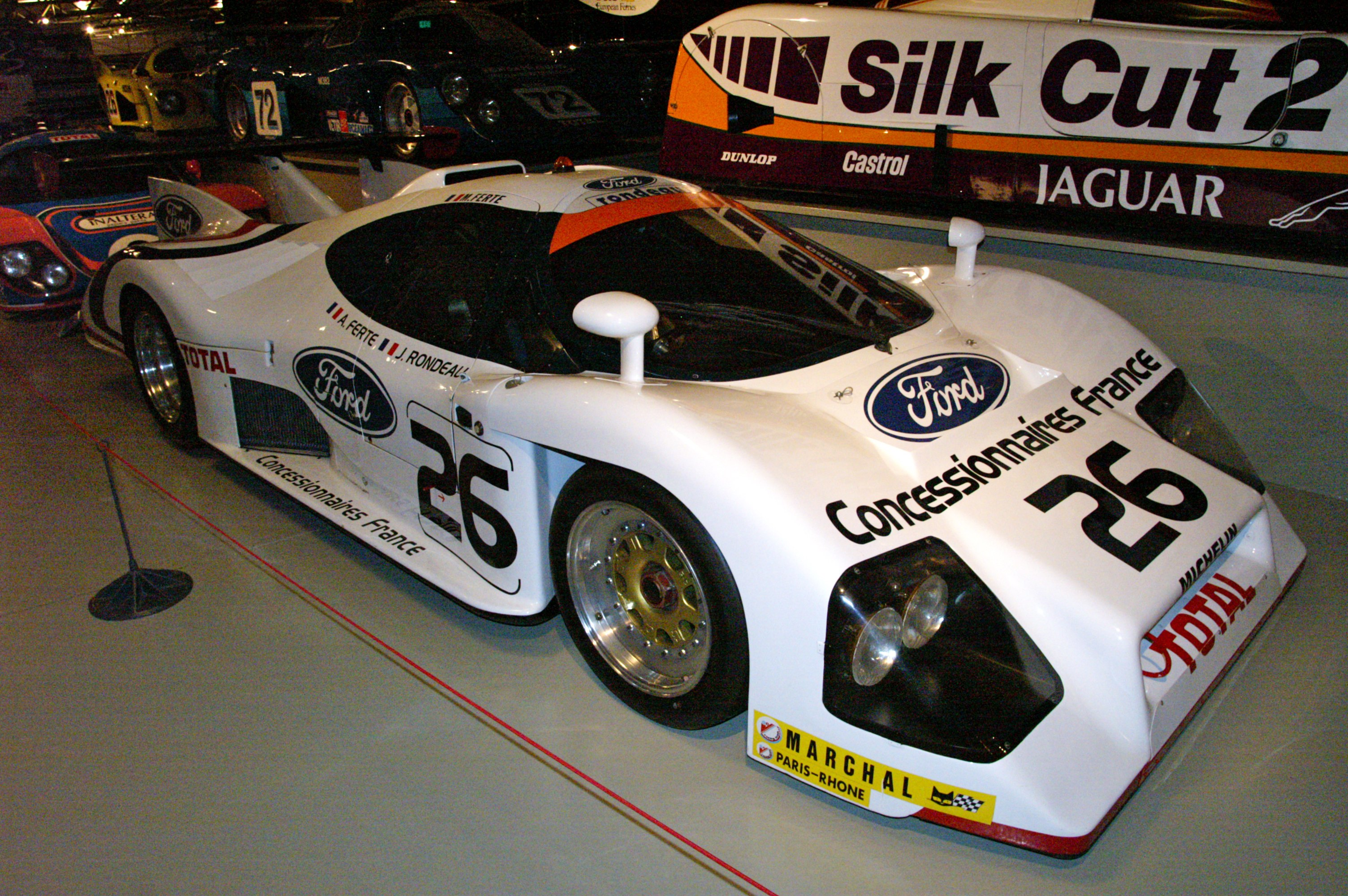
La Rondeau M482 al Musée de l'Automobile di Le Mans

C'è anche da ricordare che nel 1981 Rondeau vendette a scatola chiusa la nuova M382 a due diverse squadre statunitensi, quella di Gary Belcher e il "Golden Eagle" di Bill Koll, a cui furono consegnati i primi due esemplari realizzati. Impegnate nel Campionato IMSA corsero alla 24 Ore di Daytona del 1982 e nel seguito della stagione furono dotate di motori Chevrolet, ma la stagione fu costellata di ritiri e solo una volta la vettura del "Golden Eagle" andò a podio, arrivando terza alla 100 miglia di Sears Point.
Parallelamente alla conservativa M382, Rondeau stava progettando una vettura del tutto innovativa nel 1982, la M482: questa sportprototipo appartenente al Gruppo C aveva un telaio in alluminio e aerodinamica ad effetto suolo e su di essa erano concentrate le risorse della squadra, ma ritardi nello sviluppo del progetto avevano spinto il costruttore francese a prevedere una "vettura di riserva". La nuova automobile fece il suo debutto in gara alla 6 Ore di Silverstone del 1982 con al volante lo stesso Jean Rondeau e François Migault che, partiti dal 27º posto in griglia con 16 secondi di distacco dalla pole position, si ritirarono per colpa di una sospensione rotta. La vettura fu iscritta alla 24 Ore di Le Mans del 1982 per François Migault e Danny Sullivan, ma non partecipò alla gara e fu ripresentata l'anno successivo.

### Il 1983
Alla 24 Ore di Le Mans del 1983 il costruttore francese, patrocinato dalla filiale francese della Ford, iscrisse tre M482 e le affidò a Thierry Boutsen e Henri Pescarolo, Jean-Pierre Jaussaud e Philippe Streiff e infine ad Alain Ferté e Michel Ferté, che la condividevano con lo stesso Jean Rondeau. Era una macchina difficile da mettere a punto e il suo motore Cosworth da 3,9 litri si rivelò inaffidabile. Altri team privati come il Graff Racing la portarono in gara in altre occasioni. Oltre a queste, Rondeau iscrisse anche una M379C e la affidò a Vic Elford, Joël Gouhier e Anny Charlotte Verney.
A Le Mans, nel 1983, erano presenti anche tre M382: quella del team "Christian Bussi", pilotata da Daniel Herregods, Jean-Paul Libert e Pascal Witmeur, quella della "Communaute Pays de Loire", con Xavier Lapeyre, Alain Cudini e Dany Snobeck e quella della "Primagaz", guidata da Lucien Guitteny, Pierre Yver e Bernard de Dryver. Delle 7 Rondeau in gara, solo la M382 del team "Christian Bussi" vide il traguardo piazzandosi in 19ª posizione, mentre cinque vetture si ritirarono per vari problemi al motore e la M382 della "Primagaz" fu squalificata.
Nel 1983, inoltre, Jean fondò la Rondeau Ingeneerie, una società di progettazione finanziata dalla vendita delle vetture fino ad allora utilizzate e che si sarebbe occupata del progetto della Rondeau M484 motorizzata Porsche, che però non avrebbe mai visto la luce.

### Il 1984 e il 1985
Dopo la fallimentare 24 Ore di Le Mans del 1983, la Ford France fu costretta dalla Casa Madre a ritirare il suo appoggio a Rondeau, che si trovò allora in grosse difficoltà economiche. Come compensazione la filiale francese dell'azienda americana gli commissionò una fornitura di monoposto addestrative di Formula Ford, che l'importatore francese aveva introdotto sui circuiti d'oltralpe e lo aiutò ad avviarne la costruzione. Per stringere i tempi, l'ex-pilota strinse un accordo con la Reynard, il produttore britannico specialista del settore, che gli consegnò una trentina di telai da assemblare. La squadra Rondeau assemblò le auto nella sua officina e le dotò di una carrozzeria appositamente progettata da Robert Choulet. Questo gli diede il diritto di dare il suo nome alle vetture, che diventarono delle Rondeau a tutti gli effetti e furono battezzate Rondeau M584 e furono evolute l'anno successivo nelle M585.
Nonostante i buoni risultati sportivi ottenuti da tali vetture, alla fine del 1985 il rapporto di fornitura si interruppe e la Automobiles Jean Rondeau fu costretta alla chiusura alla fine dell'anno e nel frattempo non si era iscritta alle gare del 1984 e 1985 per mancanza di budget adeguati, ma le vetture costruite fino ad allora continuarono a competere anche negli anni successivi nelle mani dei privati a cui erano state nel frattempo vendute.
Con l'improvvisa morte del fondatore il 27 dicembre 1985, l'azienda venne posta in liquidazione.

## Il revival 2010
Thierry Rondel, animatore dell'"Associazione Jean Rondeau Retrospective 2000", ha organizzato per il trentennale della vittoria della Rondeau a Le Mans, il raduno di tutte le 17 vetture realizzate dall'azienda ancora esistenti su un totale di 19 costruite (due furono distrutte in incidenti di gara nel 1979 e 1981), riuscendo a portare in pista in quell'occasione le tre Inaltera e nove tra M379 (in varie versioni), M382 e M482.